# Saint-Charles-la-Forêt
Saint-Charles-la-Forêt és un municipi francès situat al departament de Mayenne i a la regió de País del Loira. L'any 2007 tenia 213 habitants.

## Demografia

### Població
El 2007 la població de fet de Saint-Charles-la-Forêt era de 213 persones. Hi havia 84 famílies de les quals 24 eren unipersonals (16 homes vivint sols i 8 dones vivint soles), 28 parelles sense fills i 32 parelles amb fills.
La població ha evolucionat segons el següent gràfic:
Habitants censats

### Habitatges
El 2007 hi havia 113 habitatges, 84 eren l'habitatge principal de la família, 27 eren segones residències i 2 estaven desocupats. Tots els 92 habitatges eren cases. Dels 84 habitatges principals, 57 estaven ocupats pels seus propietaris, 22 estaven llogats i ocupats pels llogaters i 5 estaven cedits a títol gratuït; 1 tenia una cambra, 8 en tenien dues, 14 en tenien tres, 28 en tenien quatre i 33 en tenien cinc o més. 70 habitatges disposaven pel capbaix d'una plaça de pàrquing. A 37 habitatges hi havia un automòbil i a 37 n'hi havia dos o més.

### Piràmide de població
La piràmide de població per edats i sexe el 2009 era:
| Homes | Edats   | Dones |
| ----- | ------- | ----- |
| 0     | 95 o +  | 0     |
| 0     | 90 a 94 | 0     |
| 0     | 85 a 89 | 0     |
| 4     | 80 a 84 | 0     |
| 4     | 75 a 79 | 4     |
| 8     | 70 a 74 | 0     |
| 0     | 65 a 69 | 12    |
| 12    | 60 a 64 | 0     |
| 0     | 55 a 59 | 0     |
| 8     | 50 a 54 | 4     |
| 8     | 45 a 49 | 16    |
| 4     | 40 a 44 | 0     |
| 8     | 35 a 39 | 4     |
| 8     | 30 a 34 | 8     |
| 8     | 25 a 29 | 4     |
| 8     | 20 a 24 | 0     |
| 8     | 15 a 19 | 8     |
| 4     | 10 a 14 | 4     |
| 8     | 5 a 9   | 8     |
| 8     | 0 a 4   | 8     |

## Economia
El 2007 la població en edat de treballar era de 137 persones, 103 eren actives i 34 eren inactives. De les 103 persones actives 98 estaven ocupades (56 homes i 42 dones) i 5 estaven aturades (3 homes i 2 dones). De les 34 persones inactives 14 estaven jubilades, 13 estaven estudiant i 7 estaven classificades com a «altres inactius».

### Ingressos
El 2009 a Saint-Charles-la-Forêt hi havia 80 unitats fiscals que integraven 210 persones, la mediana anual d'ingressos fiscals per persona era de 15.720 €.

### Activitats econòmiques
Dels 3 establiments que hi havia el 2007, 1 era d'una empresa d'hostatgeria i restauració, 1 d'una empresa de serveis i 1 d'una entitat de l'administració pública.
L'únic servei als particulars que hi havia el 2009 era un restaurant.
L'any 2000 a Saint-Charles-la-Forêt hi havia 24 explotacions agrícoles que ocupaven un total de 712 hectàrees.

## Poblacions més properes
El següent diagrama mostra les poblacions més properes.